# Louis-Alfred Natanson
Pour les articles homonymes, voir Natanson.
Louis-Alfred Natanson, dit aussi Alfred Athis, né le 15 août 1873 à Varsovie et mort le 12 août 1932 à Neuilly-sur-Seine, est un dramaturge et journaliste français.

## Biographie
Fils cadet du banquier Adam Natanson (1929-1908) et d'Anna Reich (1846-1887), Louis-Alfred a deux frères, Thadée et Alexandre.
Il est en classe au lycée Condorcet à Paris, où il rencontre les futurs peintres Édouard Vuillard et Maurice Denis, ainsi que l'écrivain Marcel Proust et l'historien Daniel Halévy. Il est diplômé de l'Institut national des langues et civilisations orientales.
Avec ses frères Thadée et Alexandre, il participe à la création de La Revue blanche, qui devient un lieu d'échanges sur l'avant-garde artistique parisienne de la fin du XIXe et du début du XXe siècle.
Louis-Alfred Natanson épouse l'actrice Marthe Mellot. Il était ami avec Jules Renard et Tristan Bernard, le co-auteur de certaines de ses pièces.
Entre 1903 et 1907, il s'occupe de la critique théâtrale à L'Humanité auprès de Jean Jaurès.
Il est mobilisé durant la Première Guerre mondiale d'octobre 1914 à 1918, d'abord au front, puis à partir de 1916, comme chargé de mission par le ministère des Affaires étrangères. Il publie en 1917, Les livres de la guerre, préfacé par Edmond Rostand et illustré par Vuillard.
Le 22 août 1926, il est nommé chevalier de la Légion d'honneur par le ministère de l'Instruction publique et avec comme parrain, Tristan Bernard.

## Publications
Sous le pseudonyme d'Alfred Athis, il écrit en français et met en scène de nombreuses pièces dont :
- Grasse Mâtinée, comédie en un acte, Théâtre Antoine, 1900.
- Les Manigances, comédie en un acte, 1903.
- Une vieille renommée, comédie en un acte, mise en scène par André Antoine, 1906.
- L'Escalier de service, comédie en 2 actes avec Sacha Guitry, 1907
- La Cabotine, pièce en 3 actes avec Tristan Bernard, 1907.
- Floriana, pièce en 4 actes écrite avec Tristan Bernard, 1907.
- Le Boute-en-train, comédie en 3 actes, 1908.
- Le Costaud des Épinettes, comédie en 3 actes écrite avec Tristan Bernard, 1910.
- Les Deux Canards, pièce en 3 actes écrite avec Tristan Bernard, 1913.
- L'Admirable Crichton, fantaisie en 4 actes adaptée de J. M. Barrie, 1920.